# Andre Bartetzki
Andre Bartetzki (* 1962 in Berlin) ist ein deutscher Komponist, Tonmeister, Medienkünstler und Programmierer.

## Beruflicher Werdegang
Andre Bartetzki absolvierte an der Hochschule für Musik „Hanns Eisler“ Berlin ein Tonmeisterstudium. Er baute das Studio für Elektroakustische Musik (STEAM) auf und leitete es bis 2002. Von 1999 bis 2004 unterrichtete er am Studio für elektroakustische Musik (SeaM) der Hochschule für Musik Franz Liszt Weimar und der Bauhaus-Universität Weimar. Seit 2009 führt er mit Volker Straebel das Elektronische Studio an der Technischen Universität Berlin. Außerdem war er Gastdozent für Klangsynthese und Algorithmische Komposition in Berlin, Rostock, Bukarest, Prag, Seoul, Lissabon, Salzburg und Stockholm. Zu seinen Schülern gehören Péter Kőszeghy und  Christian M. Fischer.
Darüber hinaus ist er Programmierer, Tongestalter und Toningenieur im Umkreis der Neuen Musik. Er arbeitete u. a. mit William Forman, Helmut Zapf, Hanna Hartmann, Yueyang Wang, Matthias Jann, H. Johannes Wallmann, Miguel Azguime, Lenka Župková und Günter Heinz sowie dem Kammerensemble Neue Musik Berlin, Work in Progress, dem Ensemble UnitedBerlin, dem Kairos Quartett und dem Ensemble Megaphon zusammen. Er entwickelte die weltweit vertriebene Software CMask für Mac OS X. Seine Musik wurde bei internationalen Musikfestivals für Neue Musik und Computermusik, so in Berlin, Erlangen, Göteborg, Barcelona, Kopenhagen, Belfast, São Paulo, Seoul, Marseille, Mallorca, Brisbane, Toronto, Rom und Mexiko aufgeführt.
Von 1997 bis 2004 war er Vorstandsmitglied der Deutschen Gesellschaft für Elektroakustische Musik (DEGEM).

## Auszeichnungen
- 2004: Kompositionsstipendium vom Zentrum für Kunst und Medientechnologie
- 2007: Aufenthaltsstipendium am Künstlerhaus Lukas
- 2009: Aufenthaltsstipendium für Klangkunst in der Denkmalschmiede Höfgen

## Diskographie
- Prague/Hannover (WERGO, 2008)